# Ptilostomis ocellifera
Ptilostomis ocellifera är en nattsländeart som först beskrevs av Walker 1852.  Ptilostomis ocellifera ingår i släktet Ptilostomis och familjen broknattsländor. Inga underarter finns listade i Catalogue of Life.